# Fulvio Roiter
Fulvio Roiter (1 de novembro de 1926 - 18 de abril de 2016) foi um fotógrafo italiano.

## Biografia
Nascido em Meolo, Veneza, Roiter se formou no curso de química. A partir de 1947 se dedicou à fotografia, sendo ativo profissionalmente desde 1953. Fez várias reportagens para algumas revistas e, em 1954, publicou seu primeiro livro fotográfico, Venise a fleur d'eau . Em 1956, ele venceu a segunda edição do Prix Nadar com o livro Ombrie. Terre de Saint-François .
Durante sua carreira, Roiter lançou cerca de cem livros fotográficos.